# Живокіст
Живокі́ст (Symphytum) — рід дворічних та багаторічних рослин родини шорстколистих.

## Опис
Багаторічні, здебільшого жорстко запушені рослини, з довгочерешковими прикореневими і сидячими, більш-менш збігаючими стебловими листками. Квітки правильні, зібрані на кінцях стебел у небагатоквіткові, здебільшого улиснені завійки. Чашечка 5-роздільна або 5 зубчаста. Віночок фіолетовий, брудно-пурпуровий або жовтувато-білий, трубчасто-дзвоникоподібний, з широким і коротким 5-зубчастим відгином і 5-ма ланцетно-шилоподібними, загостреними, по краю війчастими, лусочками у зіві. Тичинок 5, маточка з 4-гніздою зав'яззю, ниткоподібним стовпчиком і маленькою приймочкою. Плід з 4 косих, яйцеподібних, гладеньких, зморшкуватих горішків.

## Види
- Symphytum aintabicum
- Symphytum anatolicum
- Symphytum armeniacum
- Symphytum asperum
- Symphytum bornmuelleri
- Symphytum brachycalyx
- Symphytum bulbosum
- Symphytum carpaticum
- Symphytum caucasicum
- Symphytum circinale
- Symphytum cordatum — живокіст серцеподібний
- Symphytum creticum
- Symphytum davisii
- Symphytum euboicum
- Symphytum grandiflorum — живокіст великоквітковий
- Symphytum gussonei
- Symphytum hajastanum
- Symphytum hyerense
- Symphytum incarnatum
- Symphytum insulare
- Symphytum kurdicum
- Symphytum longisetum
- Symphytum microcalyx
- Symphytum mosquense
- Symphytum officinale — живокіст лікарський
- Symphytum orientale
- Symphytum ottomanum
- Symphytum podcumicum
- Symphytum popovii
- Symphytum pseudobulbosum
- Symphytum runemarkii
- Symphytum savvalense
- Symphytum sylvaticum
- Symphytum tanaicense
- Symphytum tauricum
- Symphytum tuberosum
- Symphytum uplandicum